# José Iglesias
Pour les articles homonymes, voir Iglesias.
José Antonio Iglesias Aleman (né le 5 janvier 1990 à La Havane, Cuba) est un joueur d'arrêt-court des Ligues majeures de baseball qui joue pour les Red Sox de Boston.

## Carrière

### Défection de Cuba
José Iglesias est membre de l'équipe nationale cubaine qui participe à l'été 2008 à un match de championnat mondial des juniors au Canada, lorsqu'il fait défection de son pays en compagnie d'un coéquipier, le lanceur Noel Argüelles. Les deux jeunes athlètes s'enfuient de l'hôtel où réside l'équipe à Edmonton, en Alberta, pour ensuite prendre un taxi jusqu'à l'État du Montana aux États-Unis. De là, ils transitent vers Miami, Floride, avant de trouver refuge en République dominicaine.
Alors qu'Arguelles accepte une offre des Royals de Kansas City, Iglesias signe en juin 2009 un contrat de 8,25 millions de dollars US avec les Red Sox de Boston de la Ligue majeure de baseball après avoir obtenu le statut d'agent libre international.

### Red Sox de Boston

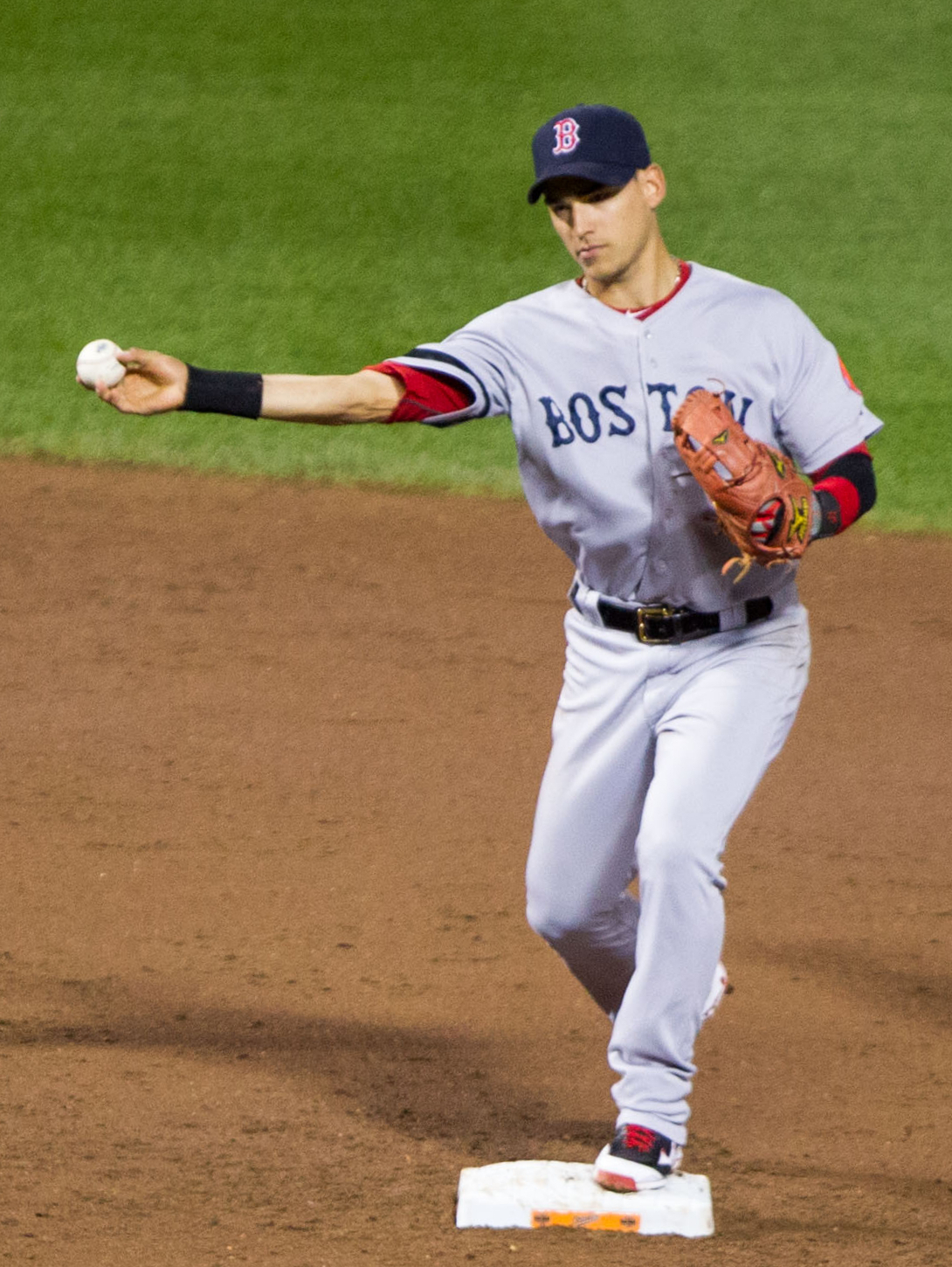
Iglesias en 2012 avec les Red Sox de Boston.

Iglesias est rapidement considéré comme le joueur d'arrêt-court d'avenir pour la franchise bostonnaise, et le baseball majeur le classe en 2010 au 45e rang de sa liste des 50 espoirs les plus prometteurs au monde.
Assigné dès 2010 à un club de ligues mineures affilié aux Red Sox, il gravit rapidement les échelons et dispute son premier match dans les majeures à l'âge de 21 ans, le 8 mai 2011, contre les Twins du Minnesota. Il dispute 10 parties des Red Sox en fin de saison et est fréquemment employé comme coureur suppléant. Il réussit son premier coup sûr dans les majeures le 15 septembre aux dépens du lanceur Alexander Torres des Rays de Tampa Bay et maintient une moyenne au bâton de ,333 dans ce premier séjour avec Boston.
En 2012, il joue en ligues mineures et n'apparaît que dans 25 matchs des Red Sox. Il n'obtient que 8 coups sûrs en 68 présences au bâton mais réussit le 20 septembre contre J. P. Howell des Rays de Tampa Bay son premier coup de circuit dans les majeures.
En juin 2013, Iglesias récolte 34 coups sûrs pour une moyenne au bâton de ,395 et sa moyenne de présence sur les buts est de ,453. Il est nommé recrue du mois dans la Ligue américaine.
Iglesias frappe pour ,330 avec 71 coups sûrs, un circuit et 19 points produits en 63 parties pour Boston en 2013.

### Tigers de Détroit

#### Saison 2013
Le 31 juillet 2013, les Red Sox le transfèrent aux Tigers de Détroit contre le lanceur droitier Brayan Villarreal et le voltigeur Avisail García, ce dernier étant ensuite refilé aux White Sox de Chicago pour être un des quatre joueurs donnés en compensation pour le transfert du lanceur droitier Jake Peavy à Boston.
En 46 parties jouées pour Détroit, Iglesias frappe pour ,259 avec deux coups de circuit et 10 points produits. Il prend la place de Jhonny Peralta, qui vient d'être suspendu par la ligue, à la position d'arrêt-court. Si Iglesias n'apporte pas la même production offensive que Peralta, il lui est en revanche bien supérieur défensivement. Iglesias termine sa première saison complète dans les majeures avec une moyenne au bâton de ,303 en 109 parties jouées pour Boston et Détroit. Il termine 2e derrière Wil Myers des Rays de Tampa Bay au vote désignant la recrue de l'année 2013 dans la Ligue américaine. Il participe aux séries éliminatoires avec les Tigers et, après une première Série de division difficile face aux A's d'Oakland, frappe pour ,357 avec 5 coups sûrs en 6 matchs face à son ancienne équipe, les Red Sox, dans la Série de championnat de la Ligue américaine.

#### Saison 2014
Au camp d'entraînement 2014 des Tigers, il est annoncé que le jeune Iglesias souffre de fractures aux deux jambes. Par conséquent, il rate le début de la saison régulière et son retour au jeu n'est pas espéré pour au moins 4 mois, sinon davantage. Il rate toute la saison 2014 et ne réintègre les Tigers que l'année suivante.

#### Saison 2015
De retour au jeu en 2015 avec Détroit, Iglesias honore à la mi-saison sa première sélection au match des étoiles 2015.

#### Saison 2021
José Iglesias a rejoint les Boston Red Sox après avoir été laissé libre par les Los Angeles Angels.